# Ленкница
Ленкница (пол. Łęknica, нем. Lugknitz)  —  город  в Польше, входит в Любушское воеводство,  Жарский повят.  Имеет статус городской гмины. Занимает площадь 16,4 км². Население — 2648 человек (на 2004 год).  Расположен на реке Ныса-Лужицка, по которой с 1945 года проходит немецко-польская граница, на противоположном берегу находится немецкий город Бад-Мускау.

## История

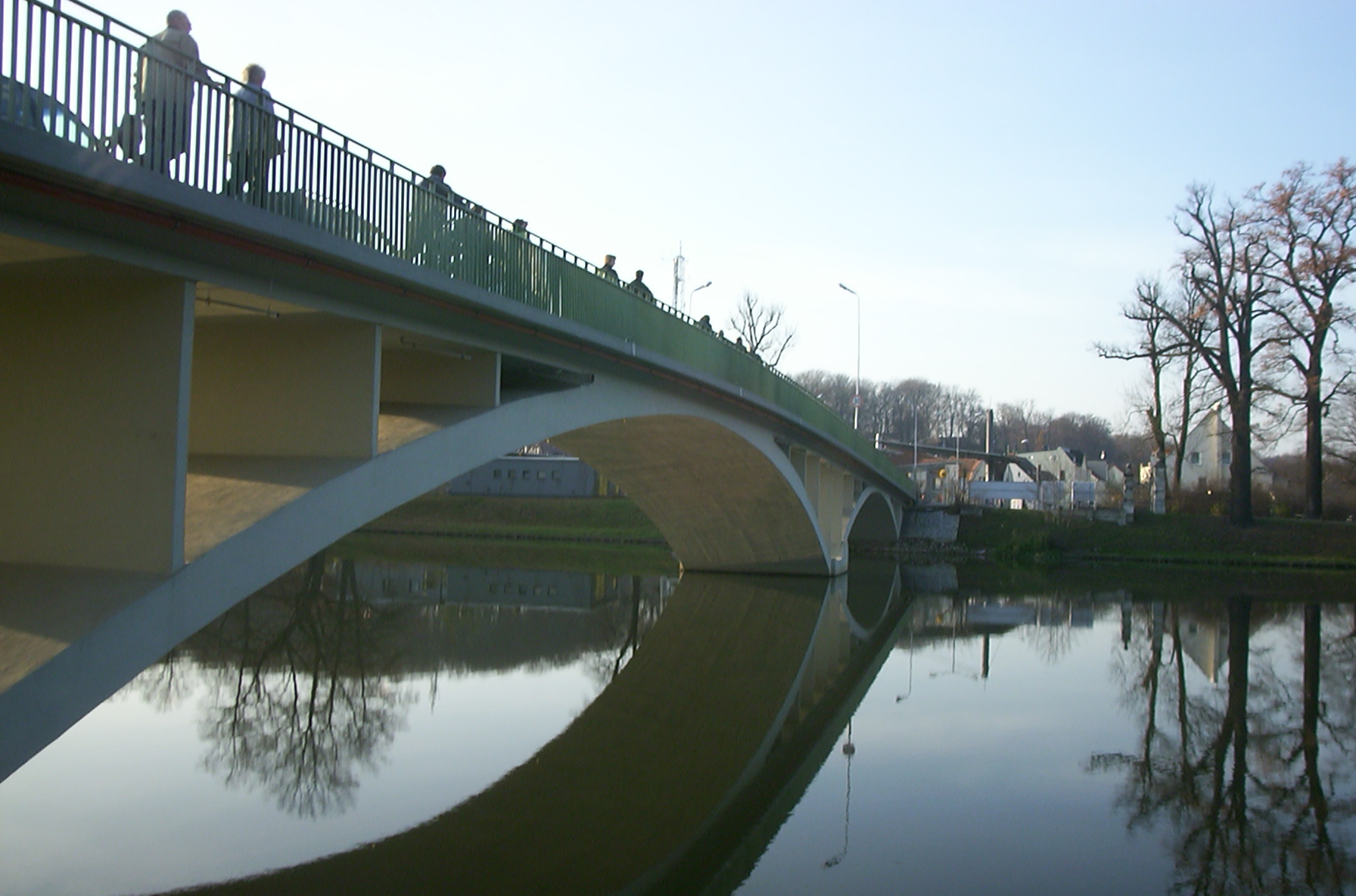
Ленкница